# Печерна саламандра високогірна
Печерна саламандра високогірна (Speleomantes supramontis) — вид амфібій з роду європейських печерних саламандр (Speleomantes) ряду хвостатих земноводних. Раніше даний вид належав до роду Hydromantes.

## Поширення
Вид поширений на сході острова Сардинія у долині річки Чедріно. Мешкає у карстових та земляних печерах, відомі знахідки у підземних водах на глибині 290 м. На поверхню виходить вночі для полювання та розмноження. Відкладає у ґрунт 3-5 яєць.